# 疾病資料庫
疾病資料庫（Diseases Database）是一個免費提供關於醫學症狀、癥候或是藥物資訊的網站。该網站由位于英國伦敦一家名為「Medical Object Oriented Software Enterprises Ltd」的公司运营。

## 外部連結
- Diseases Database （页面存档备份，存于）
- . Unified Medical Language System. U.S. National Library of Medicine.   [2014-02-16]. （原始内容存档于2014-02-11）.